# Velika nagrada Orléansa 1935
Velika nagrada Orléansa 1935 je bila neprvenstvena dirka za Veliko nagrado v sezoni 1935. Odvijala se je 26. maja 1935 v francoskem mestu Orléans.

## Poročilo
Dirka je potekala na isti dan kot dirki Avusrennen in Velika nagrada Pikardije. Pred dirko je pričelo deževati, zato so dolžino dirke skrajšali na dvajset krogov. Na štartu je povedel Robert Cazaux, Buffy je kmalu prehitel Rapha in se prebil na drugo mesto, toda v sedmem krogu je izgubil nadzor nas svojim Bugattijem, se zeletel v drevo, od tam pa ga je odbilo med gledalce. Zadel je dvanajst ljudi, eden od njih je kasneje podlegel poškodbam. Ob tem je med gledalci nastal kaos in dirko so morali prekiniti. Dotedanji odvoženi krogi so šteli za končen rezultat.

## Rezultati

### Dirka
| Poz | Št | Dirkač           | Moštvo        | Dirkalnik        | Krogi | Čas/Odstop |
| --- | -- | ---------------- | ------------- | ---------------- | ----- | ---------- |
| 1   | 18 | Robert Cazaux    | Ecurie Giroud | Bugatti T51      | 7     | 16:34,0    |
| 2   | 23 | Raph             | Privatnik     | Alfa Romeo Monza | 6     | +1 krog    |
| 3   | 22 | Charles Montier  | Privatnik     | Montier-Ford     | 6     | +1 krog    |
| 4   | 21 | Genaro Leóz Abad | Privatnik     | Bugatti T51      | 6     | +1 krog    |
| Ods | 19 | Buffy            | Privatnik     | Bugatti T51      | 6     | Trčenje    |
| Ods | 20 | Michel Roumani   | Privatnik     | Bugatti T51      | 6     |            |
| DNA | 16 | Gabriel Lascaut  | Privatnik     | Talbot-Lago      |       |            |
| DNA | 17 | Marcel Boucly    | Privatnik     | Bugatti          |       |            |